# Gmina Stryszów
Die Gmina Stryszów ist eine Landgemeinde im Powiat Wadowicki der Woiwodschaft Kleinpolen in Polen. Ihr Sitz ist das gleichnamige Dorf mit etwa 2100 Einwohnern.

## Geographie

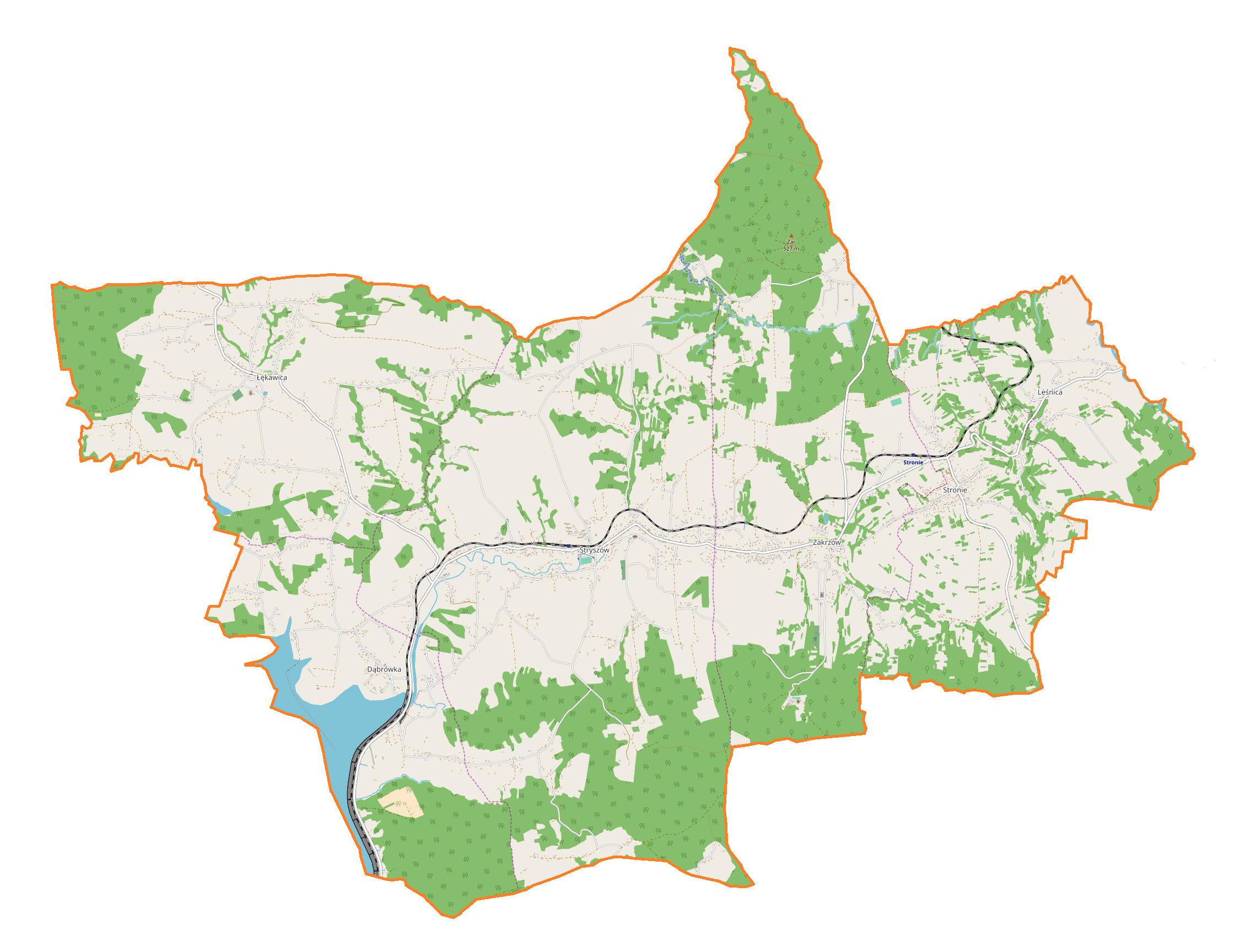
Karte der Landgemeinde

Die Gemeinde wird von der 16 Kilometer langen Stryszawka durchzogen, dieser Bach mündet als rechter Zufluss bei Dąbrówka in den Stausee der Skawa. Der Stausee Jezioro Mucharskie liegt zu einem kleinen Teil auf Gemeindegebiet. Nachbargemeinden sind Budzów, Kalwaria Zebrzydowska, Lanckorona, Mucharz, Wadowice und Zembrzyce.

## Geschichte
Von 1975 bis 1998 gehörte die Gemeinde zur Woiwodschaft Bielsko-Biała.

## Gliederung
Zur Landgemeinde (gmina wiejska) Stryszów gehören folgende sechs Dörfer mit einem Schulzenamt:
Dąbrówka, Leśnica, Łękawica, Stronie, Stryszów und Zakrzów.

## Sehenswürdigkeiten
In die Denkmalliste der Woiwodschaft sind in der Gemeinde eingetragen:
- Kirche aus dem Jahr 1748 in Stryszów
- Herrenhaus aus dem 16. Jahrhundert in

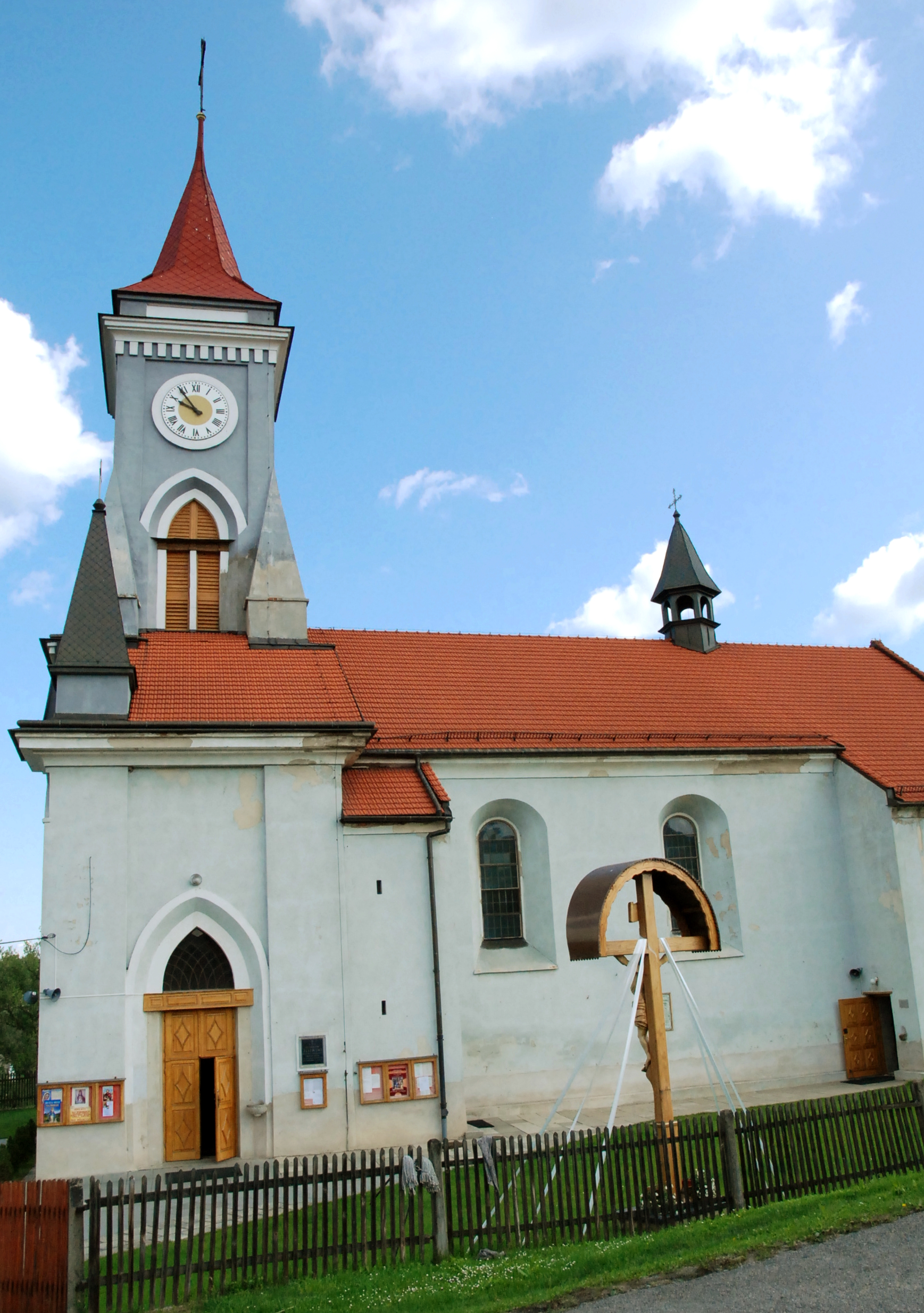
Kirche in Stryszów
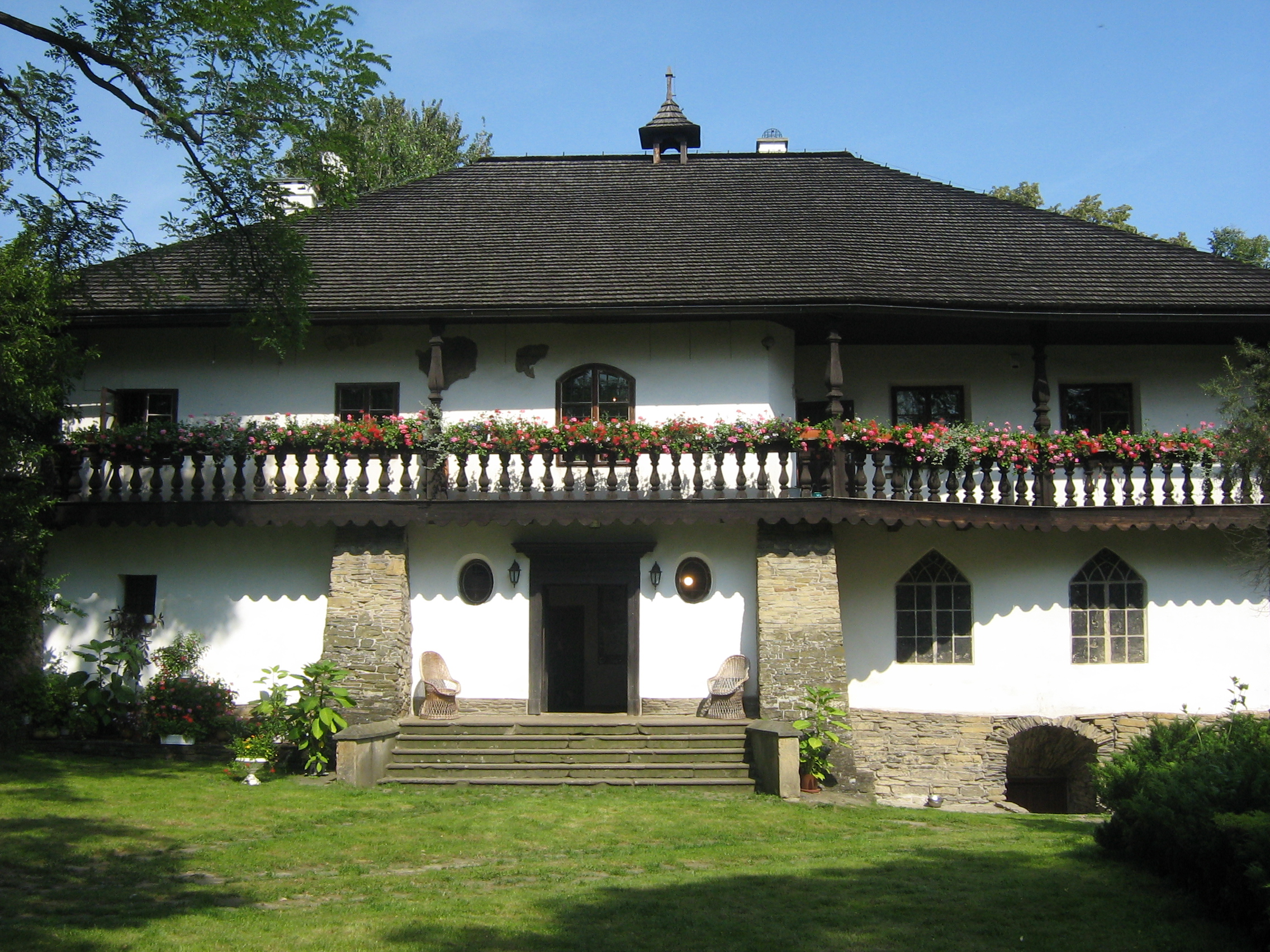
Herrenhaus in Stryszów
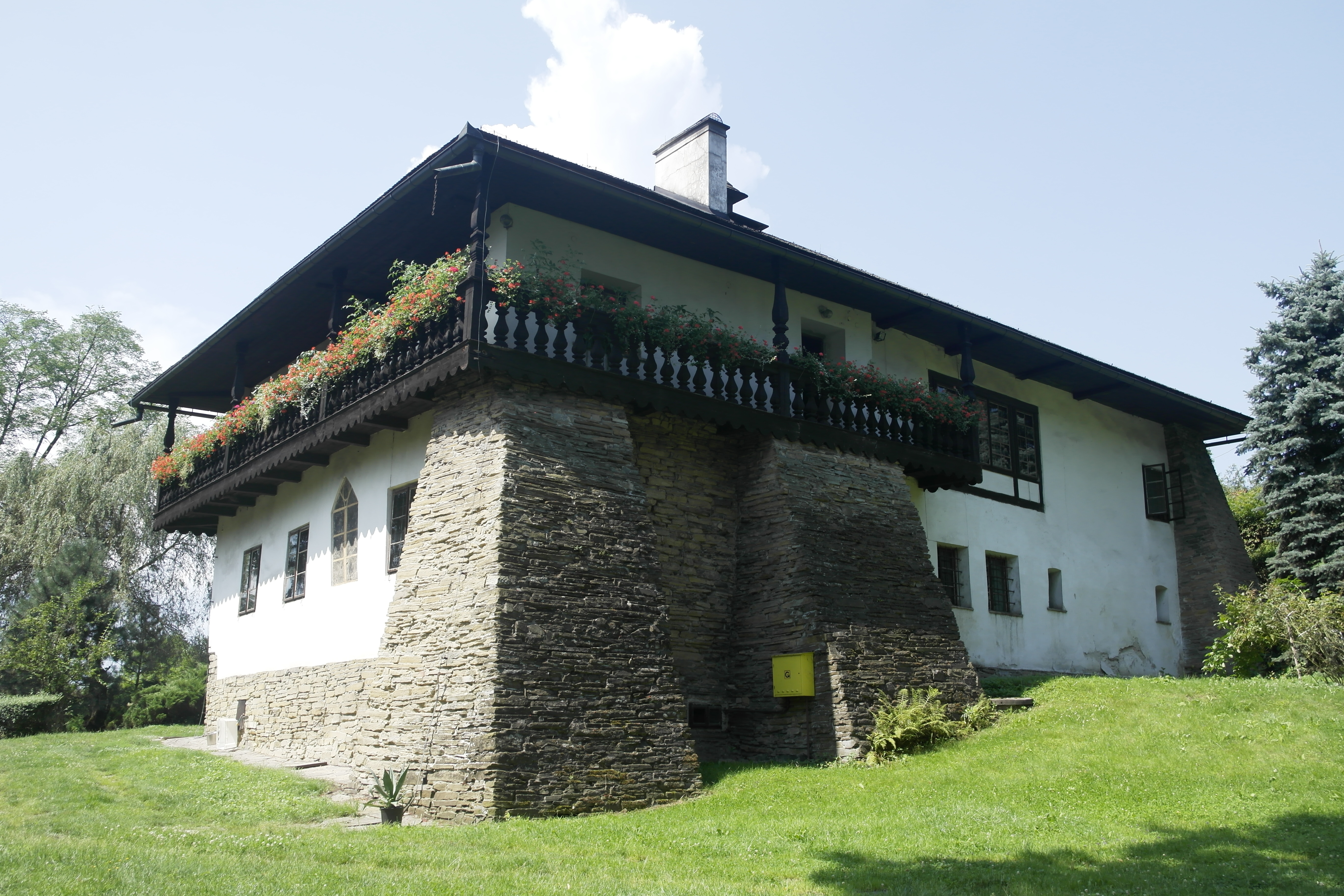
Ansicht von der Seite